# メラメラスクリーム
「メラメラスクリーム」は、ブリーフ&トランクスの12thシングルである。2014年6月4日に、FRIED MUSICより発売された。

## 概要
ブリーフ&トランクス再結成後２作目となるシングル。7thアルバム『ブリトラ道中膝栗毛』先行シングルである。
表題曲はファルセットのある楽曲がこの時期流行しているという分析から、全編ファルセットで歌った実験楽曲。ライブで歌唱した際には「伊藤の快声ファルセットが腹筋を襲う」とリポートされた。
ブリーフ＆トランクス史上最長となる約45分におよぶトラック「第1回ブリトラしりとり大会」を収録しており、シングル扱いにもかかわらず全トラック合わせると約60分のボリュームとなっている。

## 収録曲
1. メラメラスクリーム
2. ホルモンを飲む瞬間
3. 第1回ブリトラしりとり大会
4. メラメラスクリーム(ハモリ付きカラオケ)

## 解説
メラメラスクリーム
作詞・作曲：伊藤多賀之
シングル表題曲。伊藤の叫び声が挿入されている。
ホルモンを飲む瞬間
作詞・作曲：伊藤多賀之
ホルモン焼きの噛みにくさを歌った曲。元々は伊藤のソロ曲であり、それをブリトラバージョンとして編曲したものである。
第１回ブリトラしりとり大会
メラメラスクリーム(ハモリ付きカラオケ)
「メラメラスクリーム」のカラオケトラック。「ゴールデンボール」のカラオケトラックと同様に細根のハモリが入っている。

## 他の収録CD
メラメラスクリーム
- ブリトラ道中膝栗毛
- ブリトラBESTバイブルⅡ～ひとりでこっそり聴いた方がいい曲集～ - New Mix 収録
- パペピプペロペロ - 別バージョン「メラメラスクリーム2」が収録

ホルモンを飲む瞬間
- ブリトラ道中膝栗毛
- ブリトラBESTバイブルⅠ～家族で聴いても恥ずかしくない曲集～ - New Mix 収録

第１回ブリトラしりとり大会
メラメラスクリーム(ハモリ付きカラオケ)